# Estrofi
Estrofi (en grec antic: Στρόφιος 'el que és hàbil') va ser un rei de la Fòcida, fill de Crisos i d'Antifàcia, filla de Nàubol.
Era rei a la ciutat de Crisa. Es va casar amb Anaxíbia, i per tant, era cunyat d'Agamèmnon. Va ser el pare de Pílades.
Electra li confià el seu germà Orestes després de la mort d'Agamèmnon, al que va educar com un fill, i amb qui Pílades va fer una amistat llegendària.